# François Delloye
François Delloye, född 16 december 1888, död 14 november 1958, var en friidrottare från Belgien. Han deltog vid olympiska sommarspelen 1908 och olympiska sommarspelen 1912.